# Mar marginal

Mares marginales definidos por la Organización Marítima Internacional.

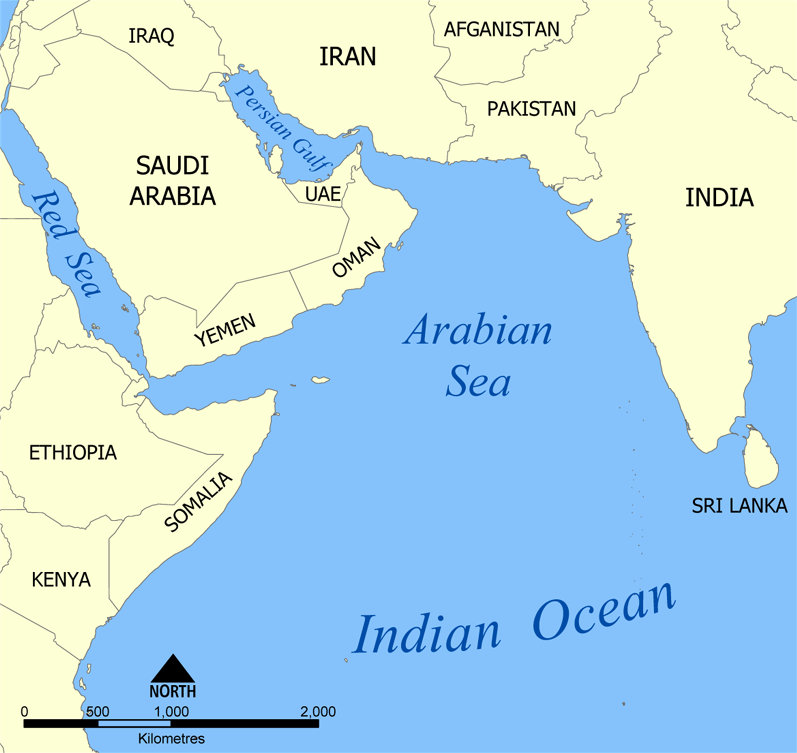
El mar de Arabia como mar marginal del océano Índico.

El término mar marginal tiene generalmente dos significados diferentes:
- como término geopolítico, un mar marginal o mar adyacente es equivalente al de mar territorial,[1] siendo la determinación de qué territorio queda bajo jurisdicción de cada estado importante para determinar qué recursos marítimos puede explotar.[2]

- en oceanografía, indica un mar localizado en los márgenes de los continentes que está parcialmente cerrado por grandes penínsulas o cadenas de islas, o también que está muy abierto en superficie a un océano o mar abierto, pero limitado por cordilleras y fosas submarinas;[3] También se usan como sinónimos las expresiones mar de borde, mar adyacente o mar epicontinental —e incluso, aunque en general como una clase particular, mar interior (aquel conectado con otro mar por un estrecho muy reducido)—, aunque todos ellas tienen diferentes consideraciones que reflejan condiciones de la corteza oceánica en esa zona.

## Mares marginales del mundo

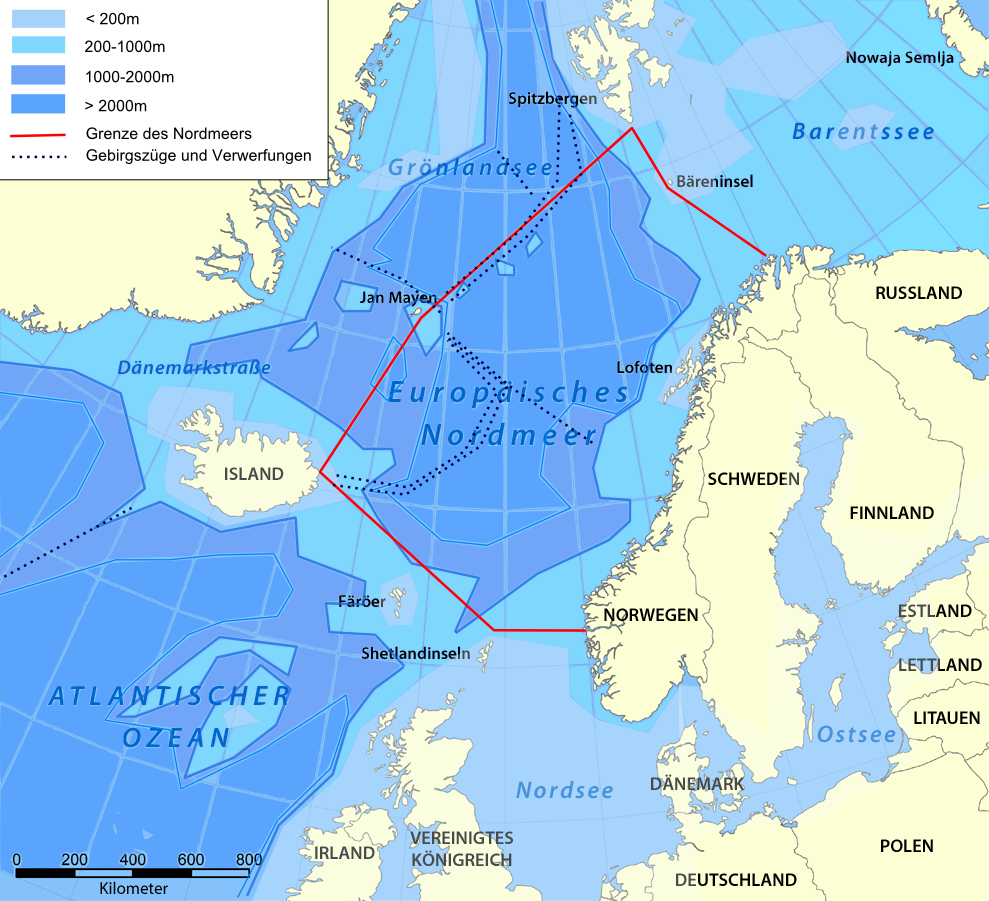
El mar de Noruega

Las distintas fuentes difieren sobre que mares se consideran mares marginales, así como que partes del océano se consideran una parte marginal del mismo, sin que haya ninguna autoridad final sobre esta cuestión.

### Mares marginales del océano Ártico
Generalmente, se consideran mares marginales del océano Ártico —aunque a veces se considera el propio Ártico como un mar marginal del océano Atlántico— los siguientes mares:
- mar de Barents;
- mar de Beaufort;
- mar de Chukotka, separado por la isla de Wrangel;
- mar de Kara;[5]
- mar de Láptev, separado por la Tierra del Norte y las islas de Nueva Siberia;[6]

### Mares marginales del océano Atlántico

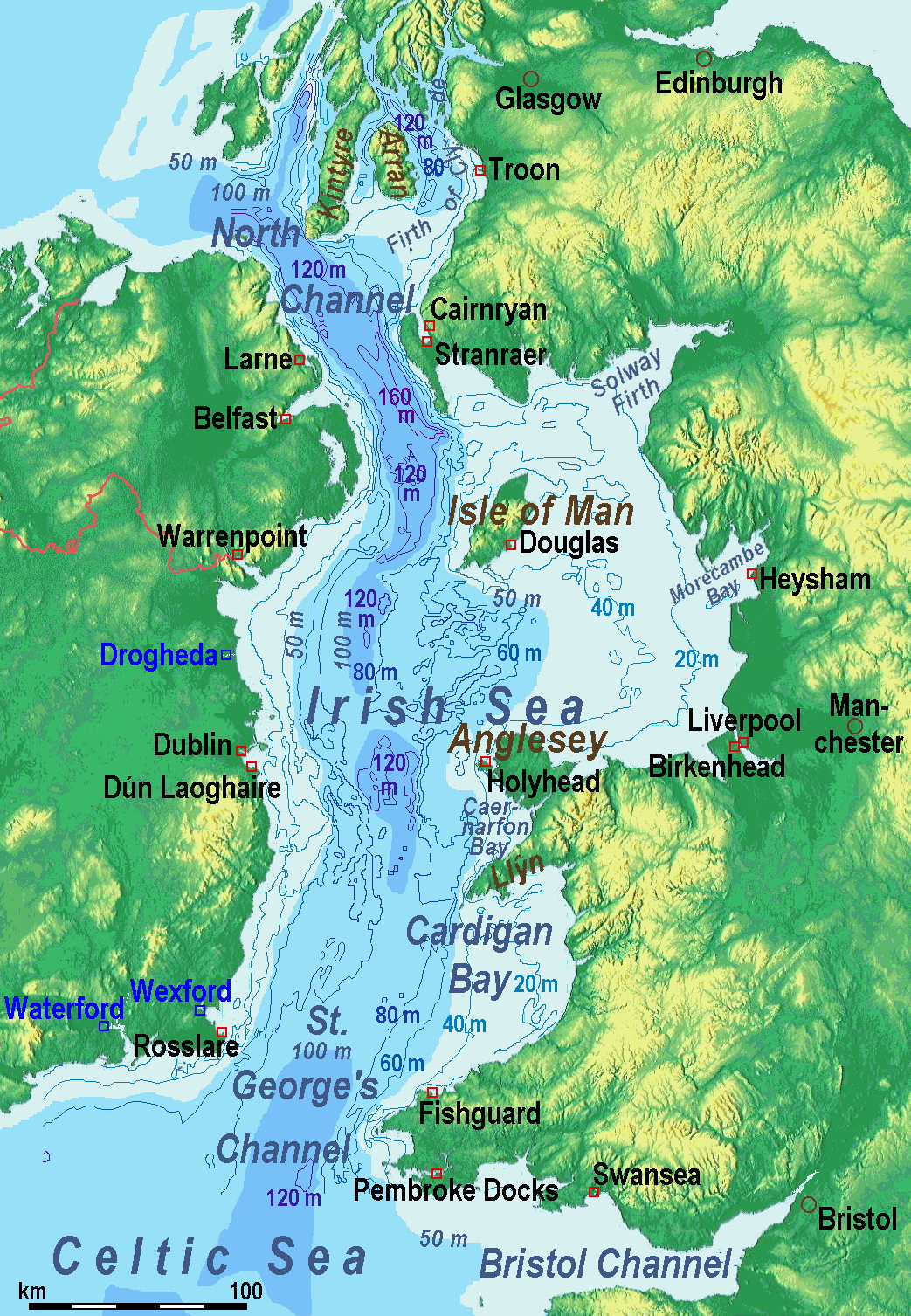
El mar de Irlanda

Se consideran mares marginales del océano Atlántico los siguientes mares:
- en la costa americana:

- mar Argentino
- Río de la Plata, por algunos geógrafos considerado un golfo o mar marginal.
- mar Caribe, a veces se considera como un mar marginal, y a veces como un mar mediterráneo.
- golfo de México
- bahía de Hudson
- mar del Scotia, separado por las islas Malvinas y las islas Georgias del Sur y Sandwich del Sur (a veces se considera un mar marginal del océano Antártico);

- en la costa europea:

- canal de la Mancha
- mar Cantábrico
- mar Céltico
- mar de Irlanda (separado por la isla de Irlanda)
- mar del Norte (separado por las isla de Gran Bretaña)
- mar Báltico
- mar de Noruega (separado por Islandia, las islas Feroe y las islas Shetland)
- mar de Groenlandia

- mar Mediterráneo[2]

#### Mares marginales del mar Mediterráneo

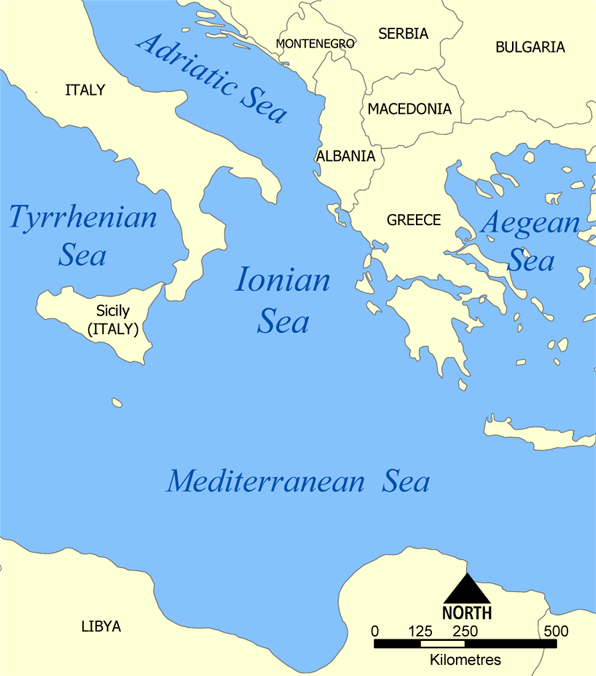
Los mares Egeo, Adriático, Jónico y Tirreno

Aunque se considera el propio mar Mediterráneo como un mar marginal del Atlántico, a su vez se consideran como mares marginales suyos:
- mar Adriático
- mar Egeo
- mar de Alborán
- mar Balear
- mar de Creta
- mar Jónico
- mar de Liguria
- mar de Mirtos, en las islas Cícladas
- mar de Tracia
- mar Tirreno
- mar Negro,[2] que a su vez tiene como mar marginal al mar de Azov

### Mares marginales del océano Índico
Se consideran mares marginales del océano Índico los siguientes mares:
- mar de Andamán, separado por las islas Andamán y las islas Nicobar;[8]
- mar de Arabia;
- bahía de Bengala;
- mar de Java, separado por las islas mayores de la Sonda;
- golfo Pérsico;[2]
- mar Rojo;[2]

- Mar de Zanj, una entidad histórica de la costa sudeste africana, que incluía las islas Mascareñas;

### Mares marginales del océano  Pacífico

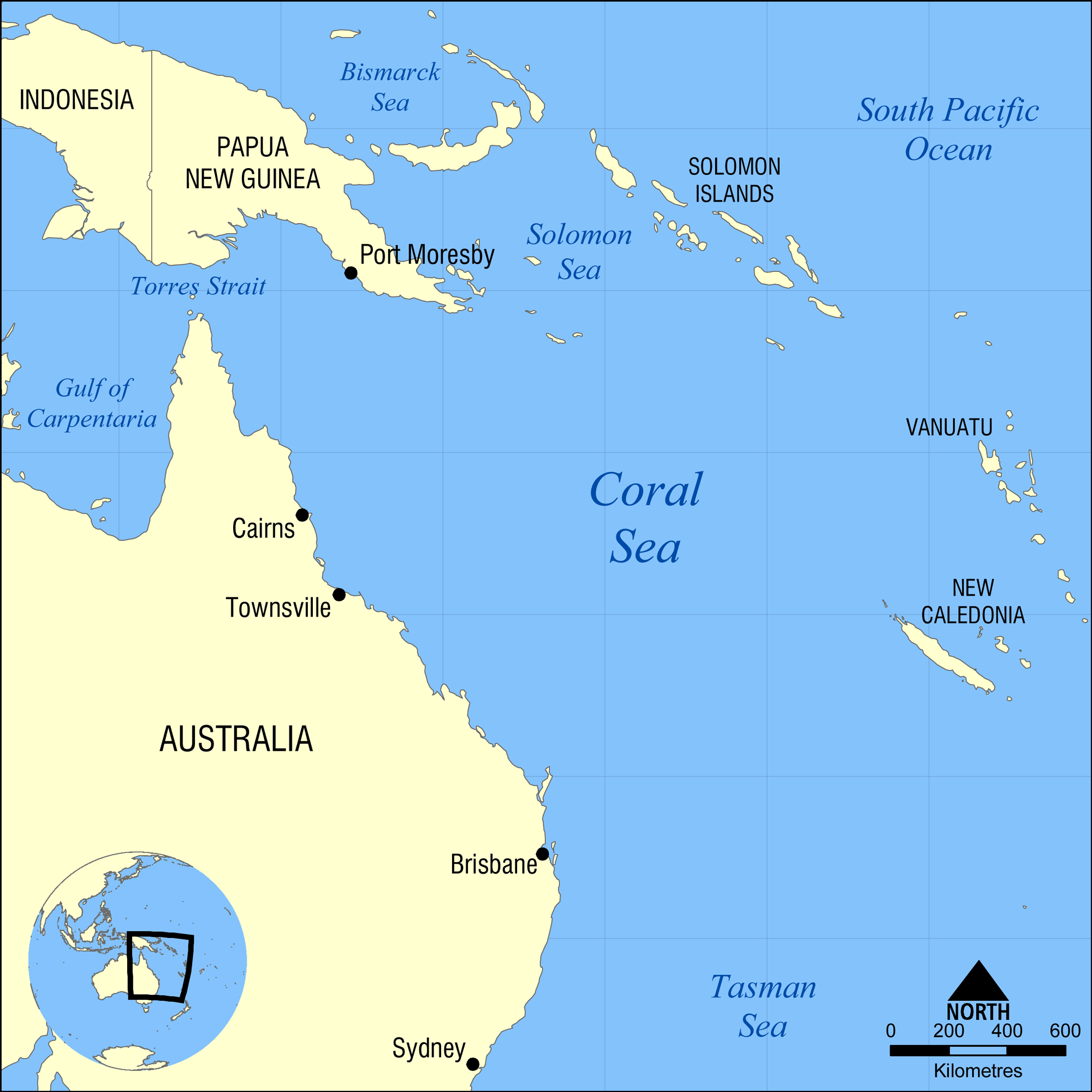
El mar de Coral

Se consideran mares marginales del océano Pacífico los siguientes mares:
- mar de Bering, separado por las islas Aleutianas;
- mar de Célebes;[2]
- mar de Coral, separado por las islas Salomón y Vanuatu;[2]
- mar de la China Oriental, separado por las islas Ryukyu;
- mar de la China Meridional, separado por las islas Filipinas;[2]
- mar de Filipinas, separado por las islas Ogasawara, las islas Marianas y Palaos;
- mar de Japón, separado por el archipiélago japonés;[2]
- mar de Ojotsk, separado por las islas Kuriles y la península de Kamchatka;
- mar de Grau;
- mar Amarillo, separado por la península de Corea;[3]
- Mar de Chiloé, separado por el archipiélago de Chiloé;
- mar de Sulu;[2]
- mar de Tasmania, entre Australia y Nueva Zelanda;